# Stan Rice
Stan Rice (Dallas, 7 de novembro de 1942 - Nova Orleães, 9 de dezembro de 2002) foi um professor universitário, poeta e pintor norte-americano. Foi o marido da renomada escritora Anne Rice e pai do escritor Christopher Rice.

## Biografia
Filho de Stanley Travis e Margaret (Cruse) Rice, Stan conheceu sua futura esposa enquanto cursavam o ensino médio em Dallas, e se casaram em 14 de outubro de 1961. Frequentou a North Texas State University em Denton (1960-1961); o San Francisco State College, agora Universidade Estadual de São Francisco, onde obteve o BA (1963) e o MA (1965). Também frequentou a Universidade da Califórnia em Berkeley (1964).
Rice trabalhou por 22 anos na Universidade Estadual de San Francisco: professor assistente (1965-1971), professor associado (1971-1976), professor de inglês e escrita criativa (1977-1988), presidente do departamento de escrita criativa (1980-1988) e diretor-adjunto do Centro de Poesia (1966-1974). Em 1988, Stan se aposentou da universidade e a família se mudou para Nova Orleães.
Foi a morte de sua primeira filha, Michele (1966-1972), aos seis anos, por conta da leucemia, que estimulou Stan e Anne a se dedicarem a suas carreiras como escritores. O primeiro livro de poemas de Stan, publicado em 1975, foi baseado na morte de Michele. Ele incentivou sua esposa a sair do seu trabalho e entrar em tempo integral na escrita. Eventualmente, Christopher seguiu os passos da família.
Stan Rice foi autor de oito coleções de poesias: Some Lamb (1975); Whiteboy (1976); Singing Yet: New and Selected Poems (1992); Body of Work (1983); Fear Itself: Poems (1995); The Radiance of Pigs: Poems (1999); Red to the Rind (2002) e False Prophet (2003, postumamente). Pintor talentoso, também foi proprietário da Stan Rice Art Gallery, estabelecida em um antigo orfanato no Garden District em Nova Orleães, aberta em 1999. Também publicou o livro Paintings (1997), com suas obras de arte. Suas pinturas foram representadas nas coleções do Museu Ogden e no New Orleans Museum of Art. Também fez uma exposição individual na James W. Palmer Gallery, no Vassar College, em Poughkeepsie, e a Art Galleries of Southeastern Louisiana apresentou uma exposição de quadros selecionados em 2005. Rice também foi ator, atuando em Billy Jack, em 1971, dirigido por Tom Laughlin.
Recebeu prêmios regionais da Academy of American Poets (1964, 1965); bolsas do Fundo Nacional Para as Artes (1965, 1972); o Joseph Henry Jackson Literary Award, da San Francisco Foundation (1968), pelo manuscrito Eye; e o Prêmio Edgar Allan Poe, da Academy of American Poets (1977), por Whiteboy.
Stan Rice morreu após uma batalha de quatro meses com um câncer no cérebro, aos 60 anos, em Nova Orleães, onde morava com sua esposa e filho. Está sepultado no Cemitério de Metairie, em Nova Orleães.